# Solaria brevicoalita
Solaria brevicoalita är en amaryllisväxtart som beskrevs av Pierfelice Ravenna. Solaria brevicoalita ingår i släktet Solaria och familjen amaryllisväxter. Inga underarter finns listade i Catalogue of Life.